# Арбузов, Антон Петрович
Анто́н Петро́вич Арбу́зов (1797 или 1798 — 1843, Назаровское, Красноярский край) — лейтенант Гвардейского экипажа, декабрист, член Северного общества, активный участник восстания на Сенатской площади.

## Биография
Родился в дворянской семье в 1797 или 1798 году. Воспитывался в Морском кадетском корпусе — гардемарин с 7 июня 1812 года, мичман с 27 (или 21) июля 1815 года, лейтенант с 27 февраля 1820 года. С 1812 года совершал плавания по Балтийскому морю; 20 ноября 1819 года был предназначен для Гвардейского экипажа. В 1823 году на фрегате «Проворный» ходил в Исландии и в Англии, в 1824 году на шлюпе «Мирный» — в Росток.
Был одним из основателей тайного Общества Гвардейского экипажа (1824 год), автор его уставов. Цель общества — свобода и равенство. Уставы предусматривали смертную казнь для тех, кто, войдя в общество, изменит ему. В 1825 году был принят Д. Завалишиным в Орден восстановления, член Северного общества (декабрь 1825). Участник совещаний Рылеева и Оболенского.
Активный участник восстания на Сенатской площади. Арбузов в последние дни перед восстанием пытался сообщить матросам своей роты о плане и цели восстания. Кроме него, на такое не решился ни один из членов Северного общества. Приверженец республиканской формы правления. Отказался присягать Николаю I. Арбузов вместе с Николаем Бестужевым вывел Гвардейский экипаж на Сенатскую площадь, где побудил матросов к продолжению бунта. Арестован в ночь с 14 на 15 декабря 1825 года и заключён в Алексеевский равелин Петропавловской крепости.
Осуждённый по I разряду, по конфирмации 10 июля 1826 года осуждён на каторжные работы пожизненно, срок сокращен до 20 лет — 22 августа 1826 года. Отправлен в Роченсальм, а оттуда в Сибирь. Наказание отбывал в Читинском остроге и Петровском заводе.
По истечении срока каторги переведён на поселение в село Назаровское Ачинского округа Енисейской губернии (ныне город Назарово в Красноярском крае), где и умер в январе 1843 года. В Назарово Арбузов жил трудно, достиг такой нищеты, что в последнее время питался только рыбой, которую сам ловил. Могила его не сохранилась. В честь Арбузова названа одна из центральных улиц в Назарово.

## Образ в кино
- «Союз спасения» — актёр Юрий Борисов